# X端末
X端末（エックスたんまつ、X Terminal）はコンピュータの一つ。
X Window SystemのXプロトコルを用いた通信により、他のコンピュータ上（ホスト）で実行されたXクライアントアプリケーションの実行結果を表示させる端末である（もちろん入力も出来る）。描画部分（と入力部分）のみを実行するため、処理に負荷がかかる描画処理部分をハードウェア的に分離し、ホストをアプリケーションの処理に特化することで、ホストの負荷を軽減できる。
X端末上で実行するXサーバは、X端末上でファームウェアとして用意されている場合も、また、ホスト側から何らかの方法でダウンロードする方法もある。
X端末は、ホストと比べてハードディスクを持たず、かつ、メモリもXサーバが動作するだけの容量さえあればよいので、XディスプレイマネージャやXクライアントが動作するホスト（通常はUNIXマシン）よりも大幅にコストが下げられる、という利点があった(但し、Xクライアントはローカルで動作する場合もあった)。また、それ自身は、管理のための情報をほとんど持たない（ネットワークに接続するためのIPアドレス程度）ため、複数台設置しても管理が容易になる、という利点があった。ソニー・テクトロニクスから発表された低価格X端末「XP200シリーズ」は、CPU LSI33020(33MHz)、メモリ標準4Mバイト/最大36Mバイト、10Base2/T×2、画面表示1023x768/1152x900、ブートROMにフラッシュメモリを採用、リモート・コンフィグレーション機能によってネットワーク上のX端末を一元管理可能であり、価格188,000円～となっていた。しかし、2000年代以降、UNIXマシンの大幅なコストダウンやPCの普及により、専用のX端末というハードウェアをわざわざ用意する必然性が減少したことによりハードウェアとしてのX端末はほぼ終息を迎えた。